# Cicadidae
Cicadidés, Cigale
Pour les articles homonymes, voir Cigale (homonymie).
Famille

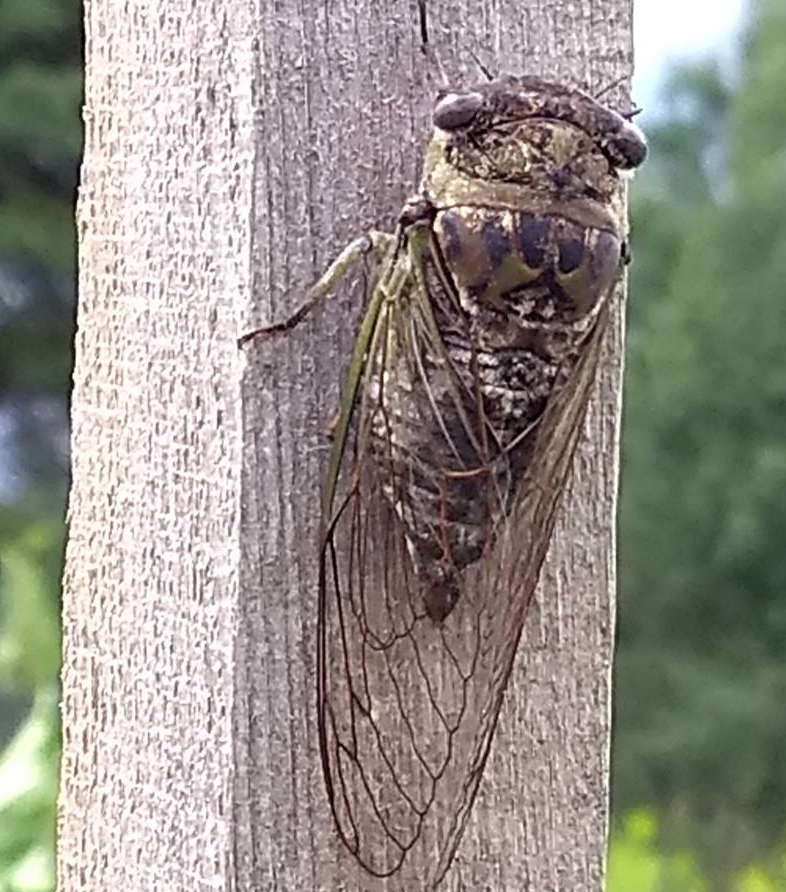
Cigale caniculaire

La famille des Cicadidae regroupe des insectes de l'ordre des hémiptères. Ce sont des hétérométaboles (seule la dernière métamorphose sera complète). Le nom vient du latin cicada (« cigale ») et du grec ancien -ίδης / -ídēs (« fils de »). Il s'agit de la famille des cigales.
Deux espèces sont très répandues dans le Sud de la France Lyristes plebejus et Cicada orni.

## Description
Les cigales sont de couleur générale brune, leur corps est long de 5 à 9 centimètres. Il existe aussi des cigales vertes, qui préfèrent s'installer sur les végétaux bien verts. Leur bouche possède une sorte de longue trompe rigide, le rostrum ou rostre, qu’elles plantent dans les racines (larves) et d'autres organes végétaux afin de se nourrir. Elles disposent de quatre longues ailes transparentes avec des traits ou des points noirs selon les espèces.
La première apparition de la cigale remonte à 264 millions d’années.

## Nutrition
Les cigales se nourrissent de la sève d'arbres ou d'arbustes, qu'elles prélèvent à l'aide de leur rostre situé sous la tête.

## Cycle de vie

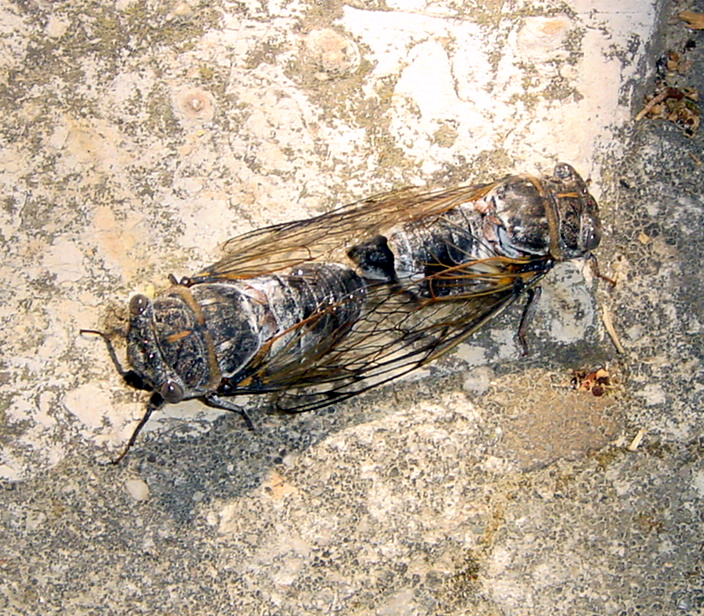
Accouplement de cigales

Les œufs sont pondus en été en France, au collet (base du tronc) d'arbustes et d'herbes. À la fin de l'été ou à l'automne les œufs donnent des larves qui vont s'enfouir dans le sol, pour plusieurs années en général (17 ans pour la Magicicada septendecim).

### Période larvaire
Pendant la période larvaire souterraine, qui dure de 10 mois à plusieurs années, la nutrition se fait sur des racines. Les larves sucent dans le xylème la sève brute (formée d'eau et de sels minéraux, ce qui explique leur croissance très lente). Plusieurs milliers de larves peuvent ponctionner un seul arbre hôte sans que ce prélèvement ne l'affecte.
Les pattes avant sont munies d'une structure fouisseuse qui permet de creuser des galeries. La structure de l'abdomen canalise l'urine abondante des larves de cigales  vers les pattes avant, ce qui permet de ramollir la terre.

### Mue imaginale

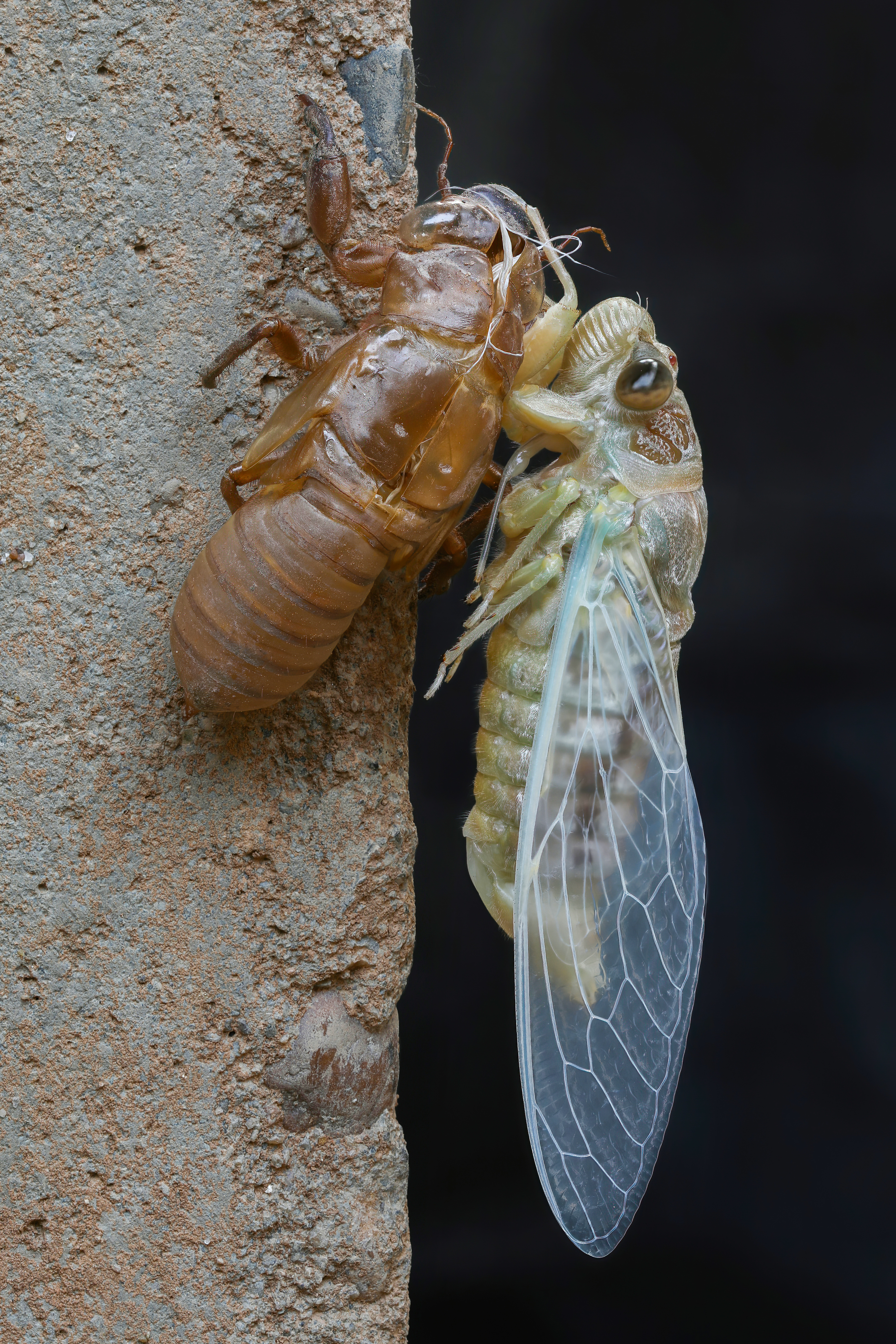
Cicadidae Dundubia (cigale) située à côté de son exuvie, immédiatement après la mue, vue de profil. Sur l'île de Don Det, Si Phan Don, Laos. Le corps (sans les ailes) mesure approximativement 35 mm (1.4 in). L'espèce pourrait être Dundubia jacoona (Distant, 1888) ou Dundubia oopaga (Distant, 1881), difficile identification à cause des couleurs qui ne sont pas encore définitives.

Ce n'est que durant la dernière année de sa vie que commence la vie aérienne de la cigale. La nymphe sort de terre et se fixe sur une tige ou un tronc, voire sur une pierre et commence sa dernière mue ou « mue imaginale ». La cigale se transforme alors en insecte adulte dit « parfait », ou imago, pour se reproduire durant seulement un mois et demi.

Vue d'une mue accélérée
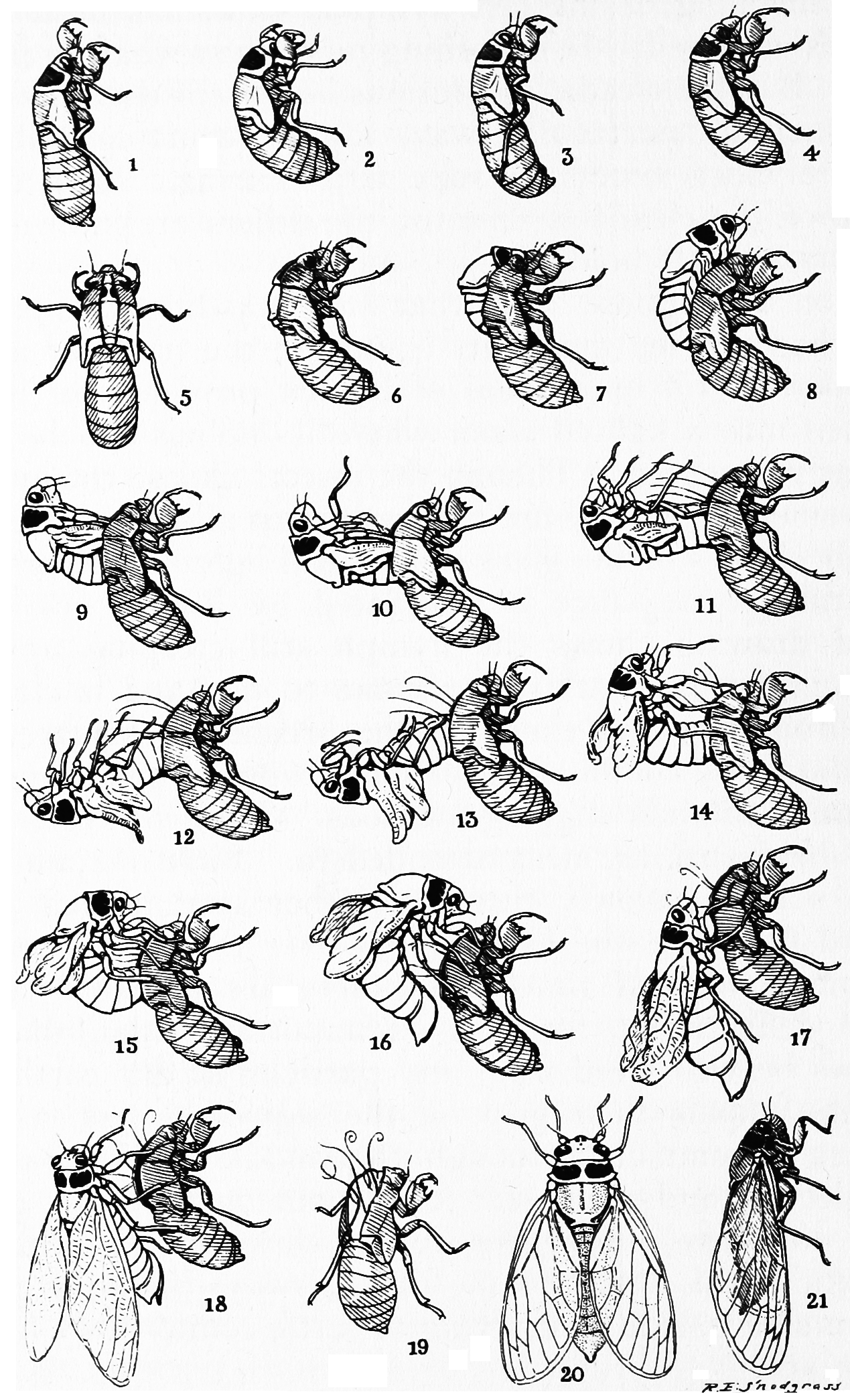
Les étapes de la mue imaginale
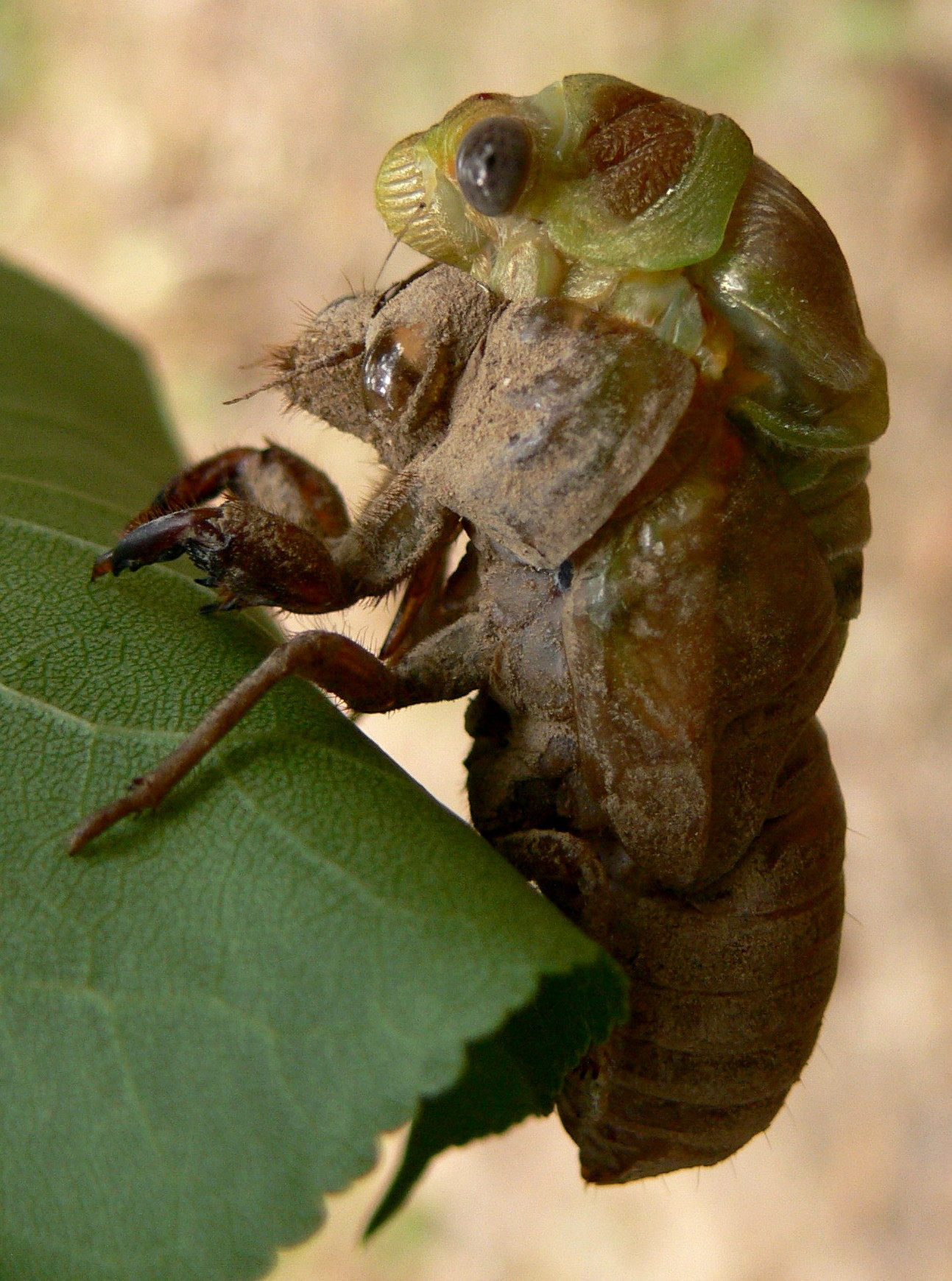
L'ancienne cuticule se fend sous la pression exercée par la croissance de la cigale
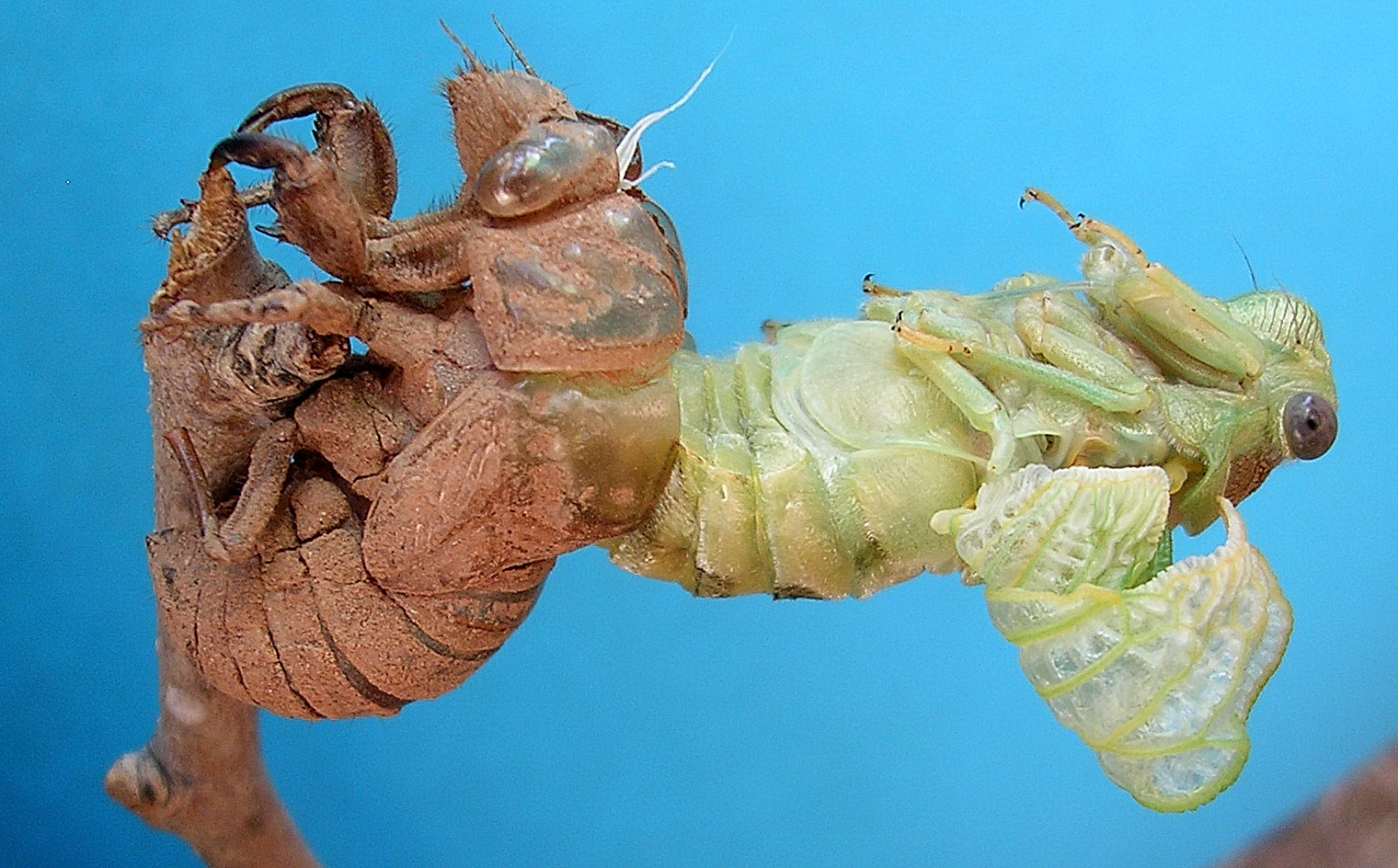
Cigale sortant de son ancienne cuticule (exuvie) et déployant ses ailes
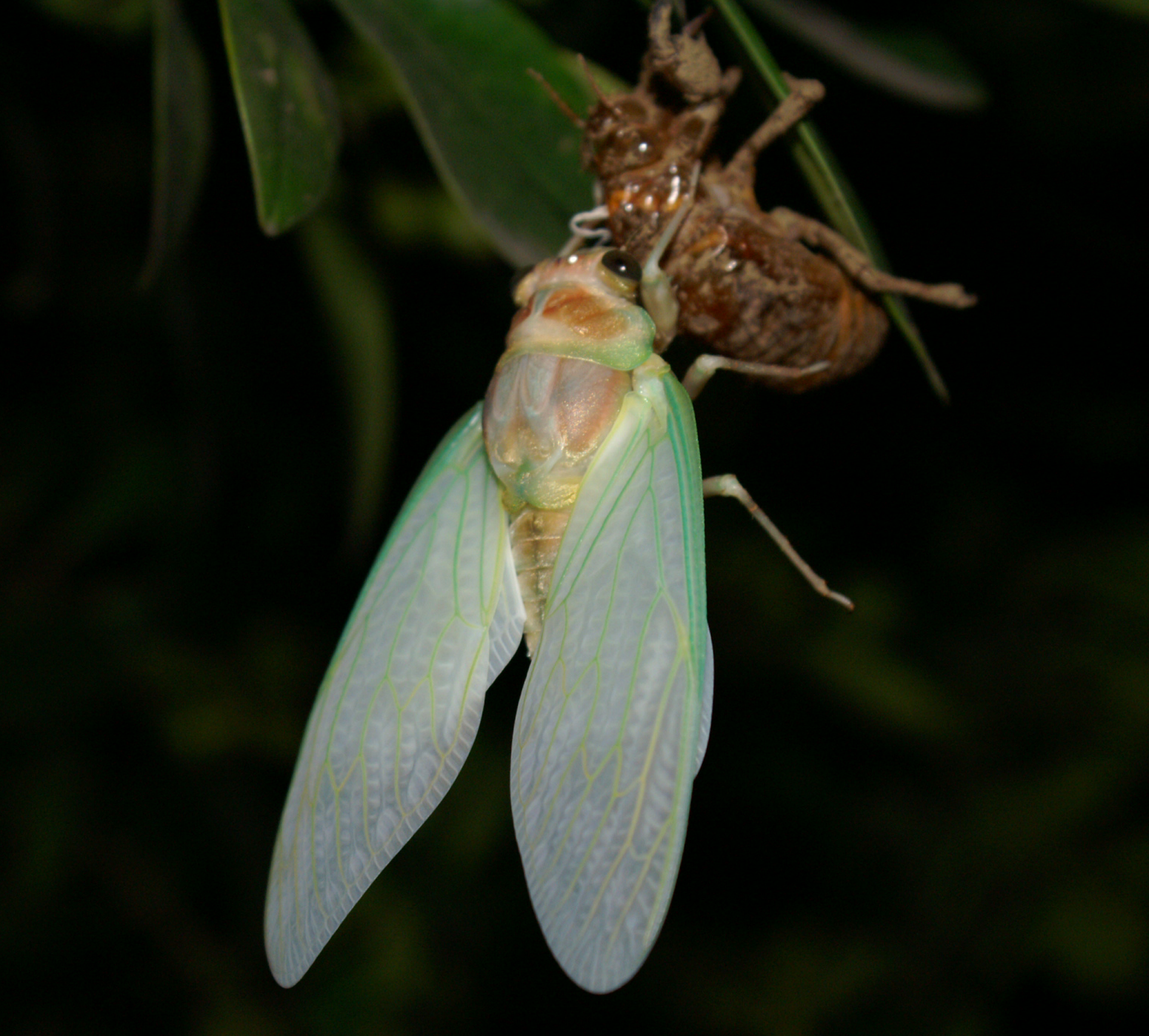
Cigale déployant ses ailes
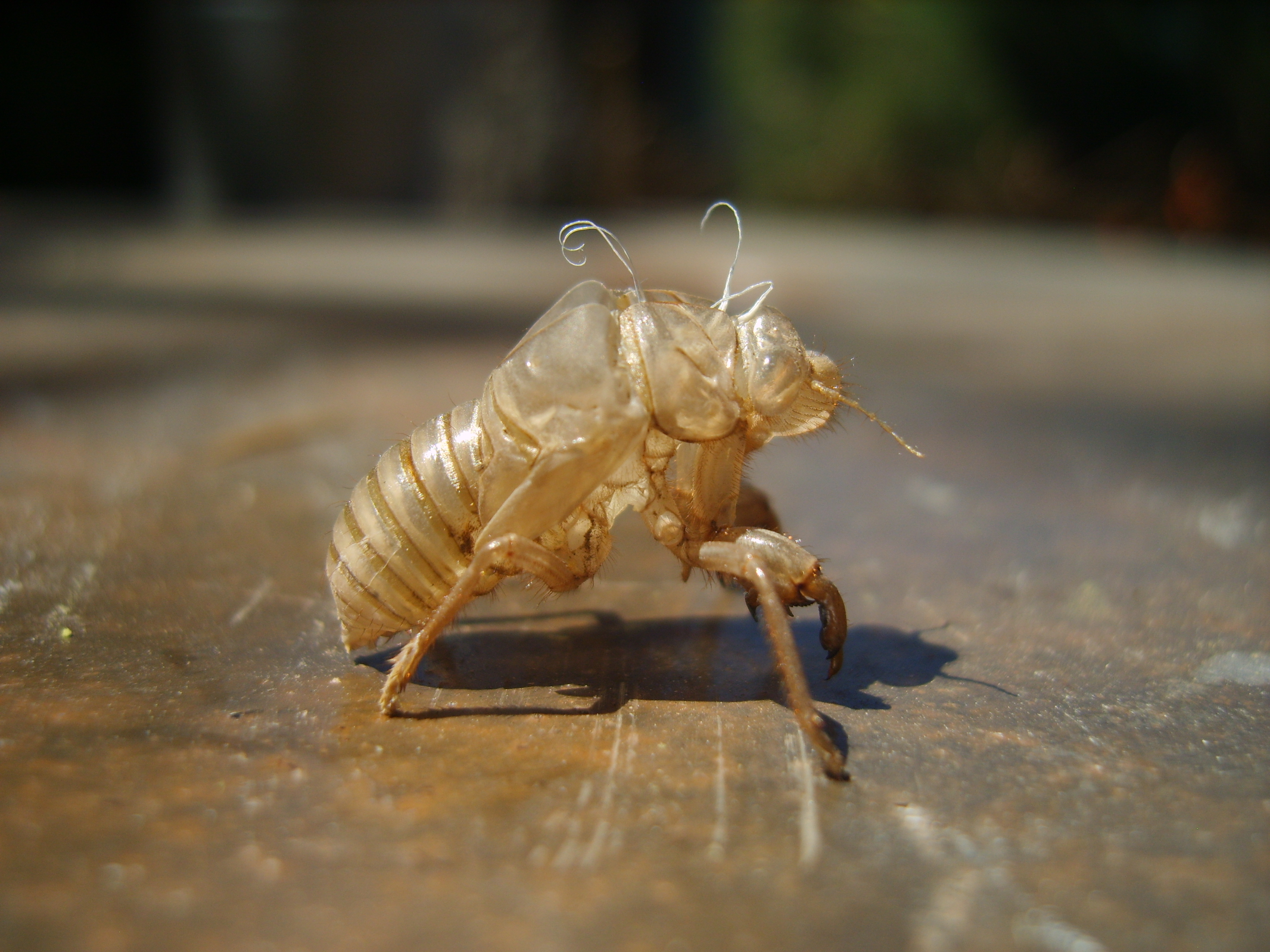
Exuvie d'une cigale
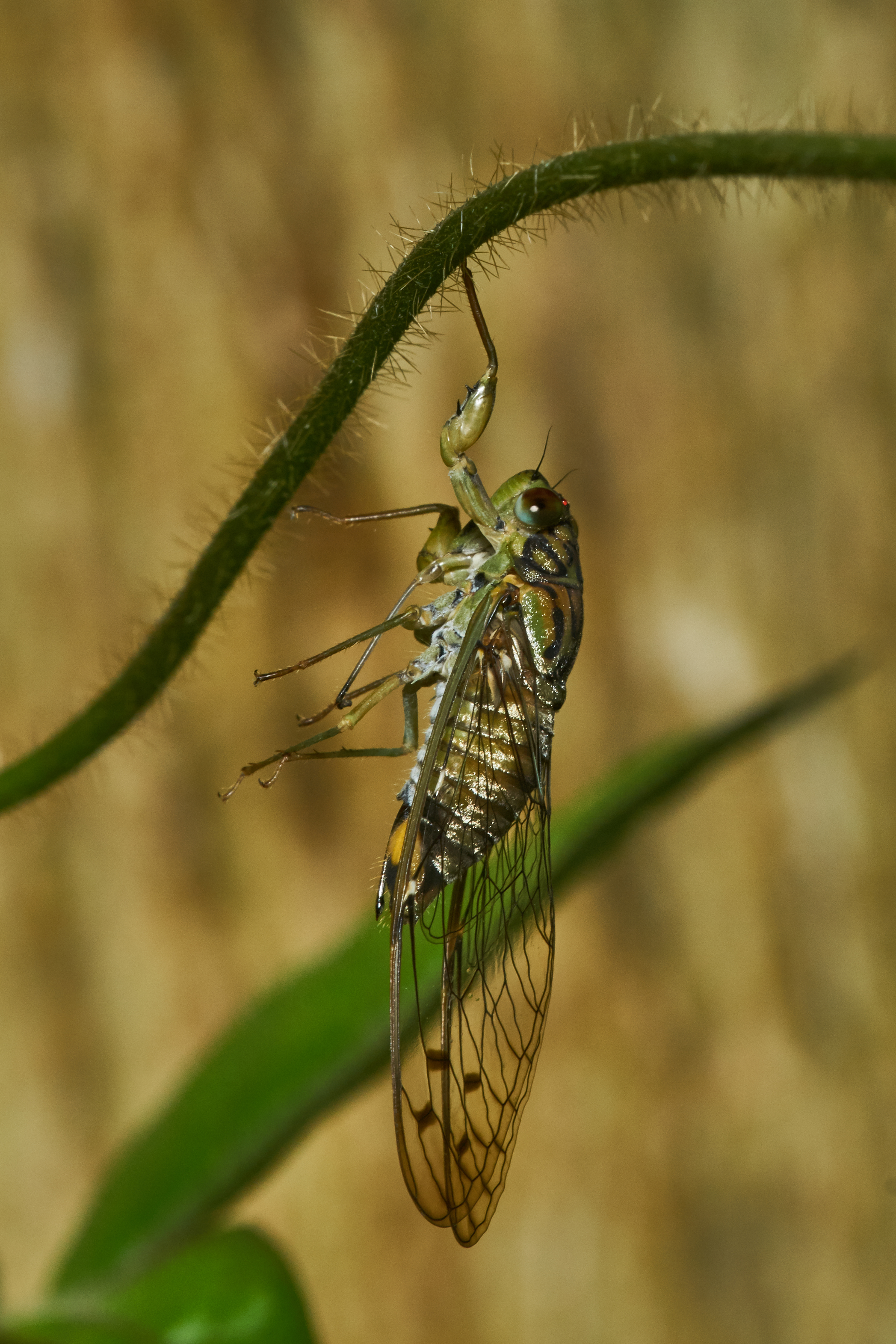
Femelle du genre Purana venant de muer.

Les étapes
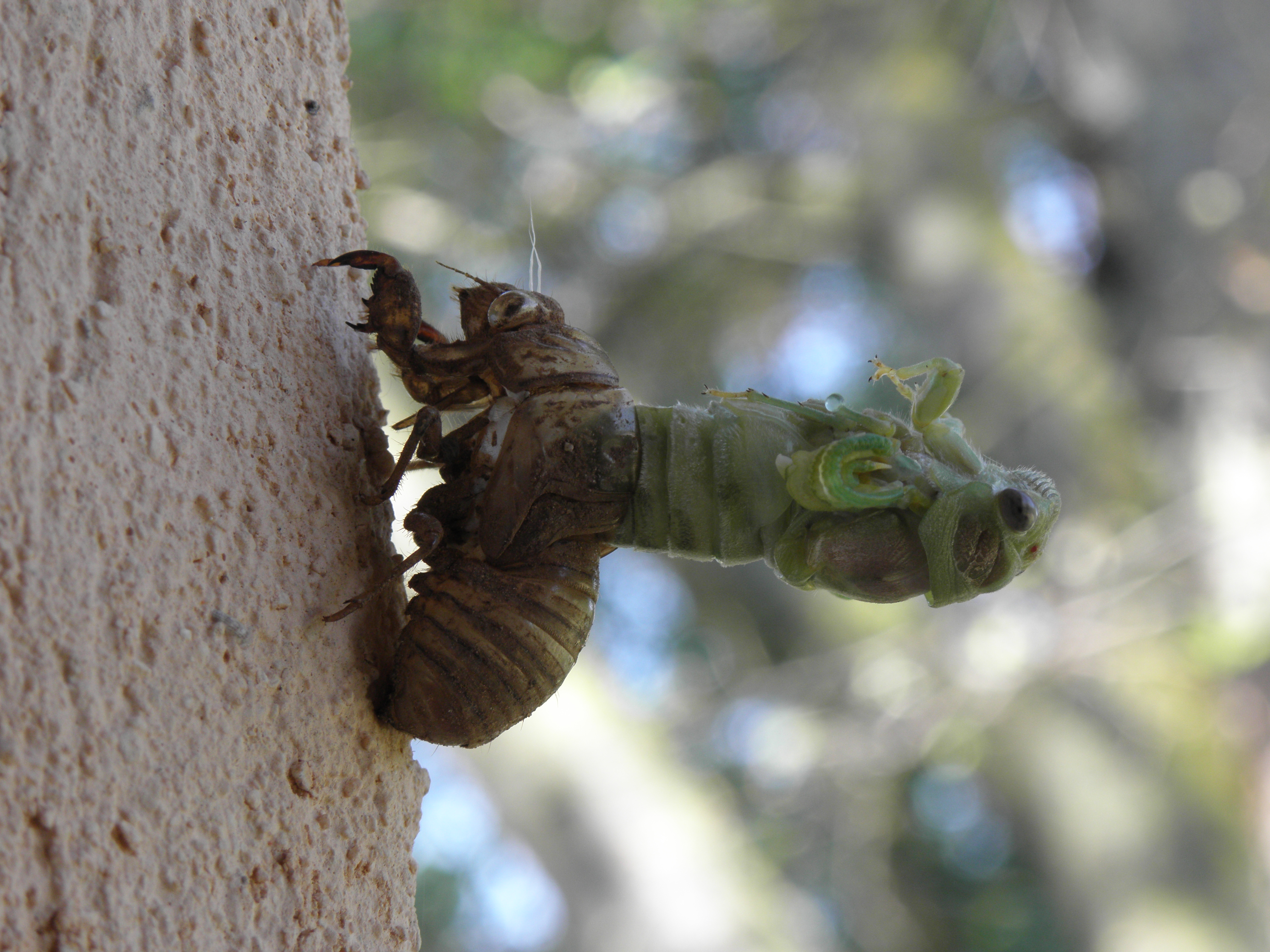
1re étape de la mue - la cigale sort de sa carapace (11h00)
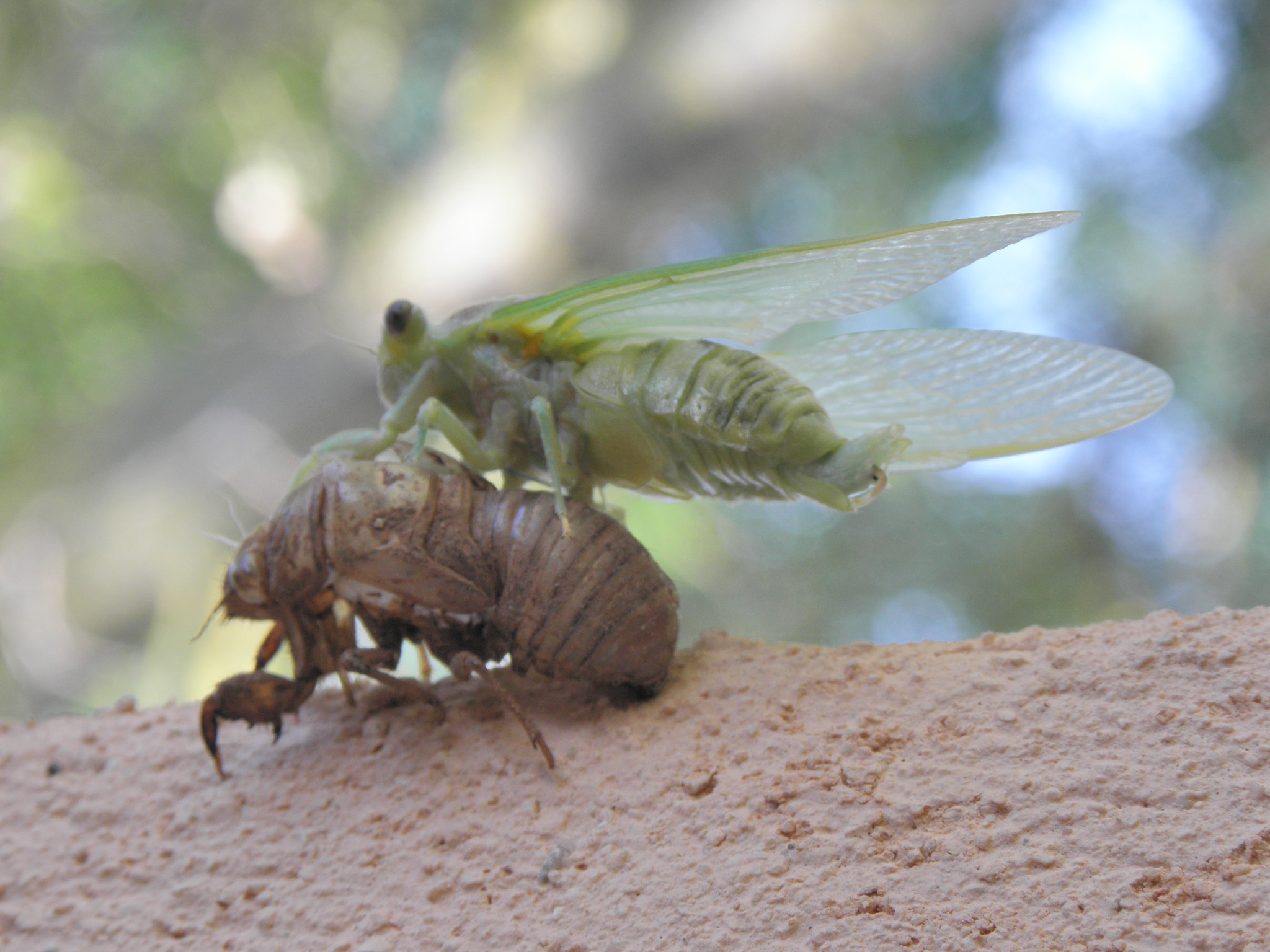
2e étape de la mue - la cigale est sortie et a déployé ses ailes (11h20)
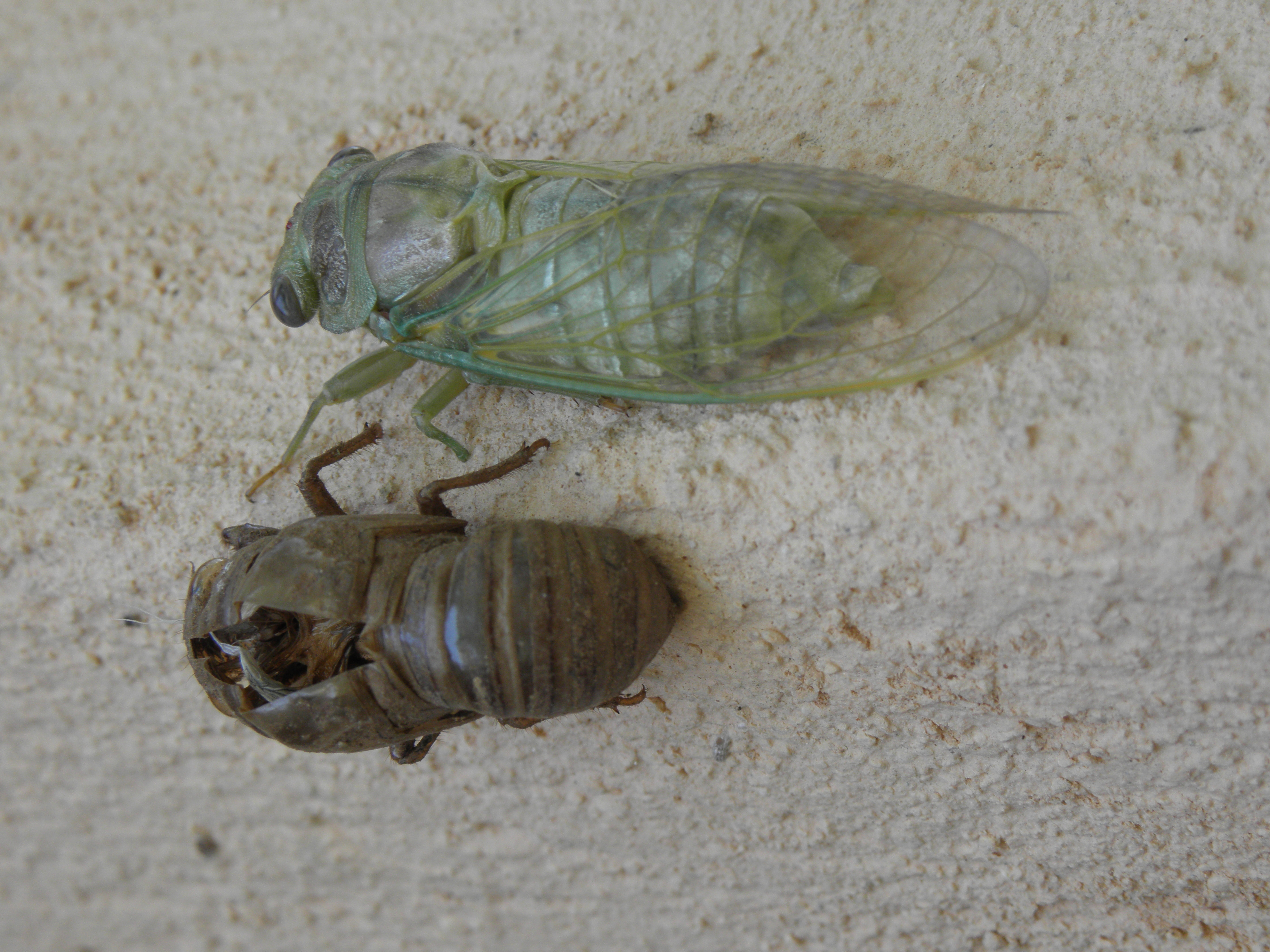
3e étape de la mue - la cigale est sortie (couleur verte) (13h00)
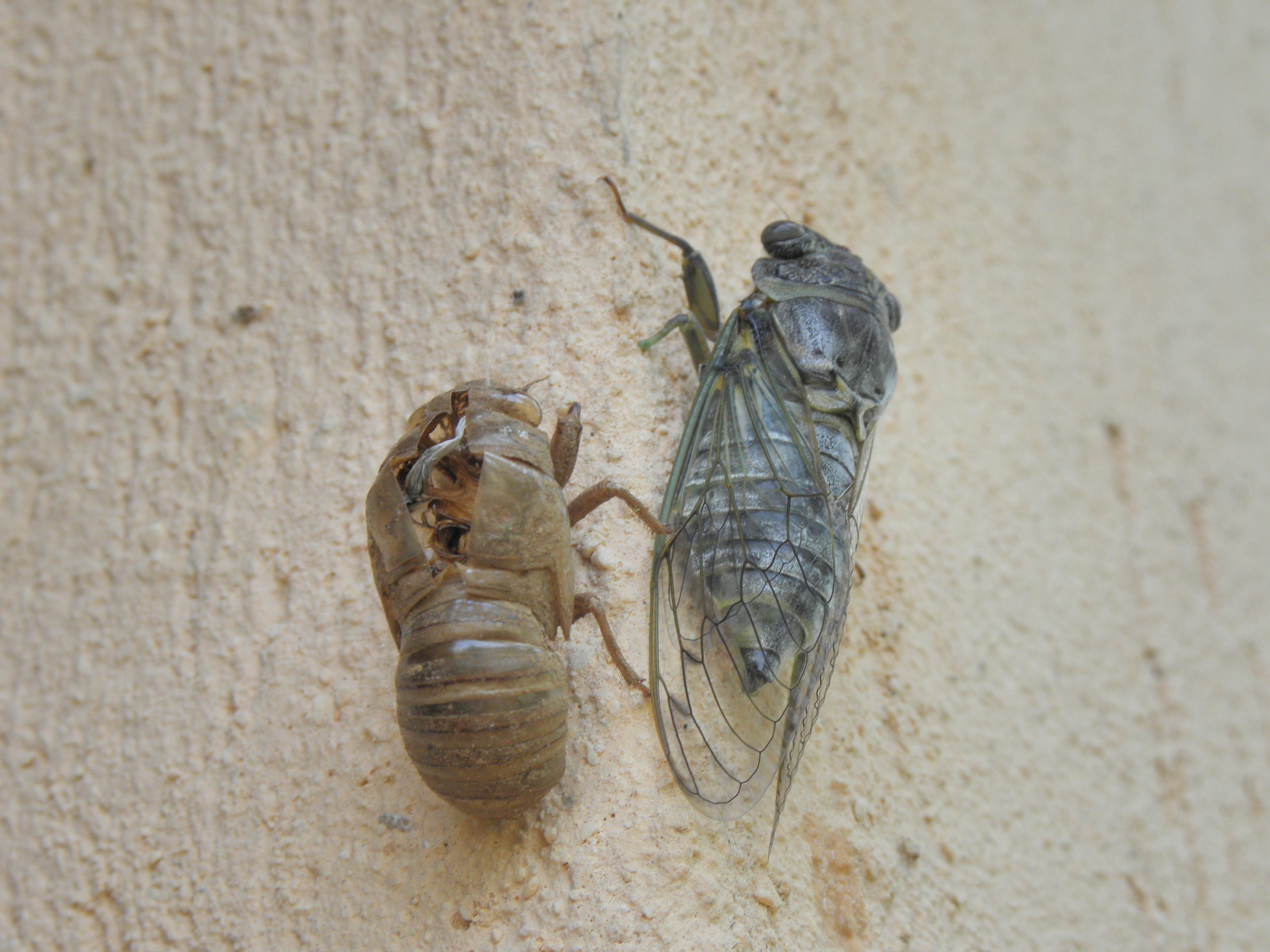
4e étape de la mue - la cigale est sortie (couleur grise) (14h30)

### Nécromasse
Dans les régions où les émergences produisent une grande quantité de cigales, notamment les cigales périodiques (ou cycliques) de l'espèce Magicicada septendecim, celles qui ne seront pas mangées par les prédateurs vont mourir après s'être reproduites.
L'abondance cyclique d'une grande quantité de cadavres (nécromasse) de cigales mortes (tous les 17 ans aux États-Unis) fait partie de ce que les anglophones appellent « ressources naturelles pulsées ».
Cette impulsion se traduit par un accroissement rapide de la biomasse microbienne du sol, ainsi que par une biodisponibilité accrue d'azote dans les sols forestiers ; s'ensuivent des effets indirects sur la croissance et la reproduction des plantes forestières ; ce qui confirme les liens étroits et réciproques existant entre les réservoirs aériens et souterrains des composants d'un écosystème forestier nord-américain abritant des populations importantes de cigales.

## La cymbalisation ou «chant des cigales»

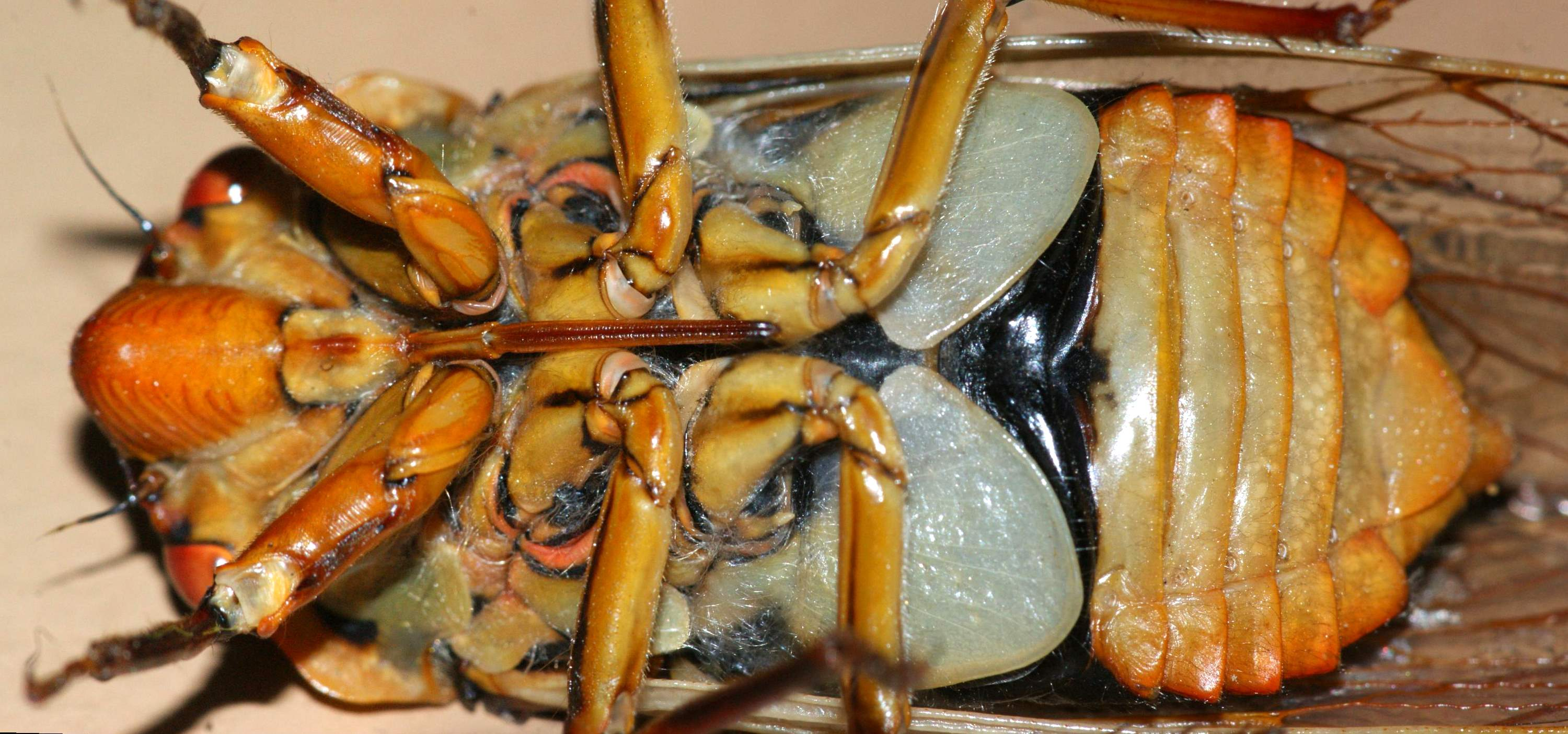
Vue ventrale d'un mâle Cyclochila australasiae dont les deux cymbales blanches à l'avant de l'abdomen sont proéminentes.

La cymbalisation est un chant nuptial produit par les cigales mâles pour attirer les femelles.
Dès que la température est suffisamment élevée (environ 25 °C), le mâle « chante », ou plus exactement, il cymbalise. Une erreur fréquente est de dire que les cigales stridulent comme le criquet.
En effet, la stridulation est produite par le frottement de deux parties du corps d'un insecte (ou plus généralement d'un arthropode, car les mygales stridulent aussi, par exemple), alors que la cigale mâle possède un organe phonatoire spécialisé, les cymbales, qui est situé dans son abdomen.
La cymbalisation est le résultat de la déformation d'une membrane (un peu comme le couvercle d'un bidon) actionnée par un muscle. Le son produit est amplifié dans une caisse de résonance et s'évacue par des évents. La fréquence et la modulation de la cymbalisation caractérisent les différentes espèces de cigales. Le but de cette cymbalisation est d'attirer les femelles de la même espèce.
Généralement, on différencie les espèces grâce à leurs particularités morphologiques. Chez certaines cigales, les entomologistes n'en trouvent aucune. Le chant est alors un critère majeur de différenciation. La cigale mâle fait vibrer ses cymbales, l'organe qui émet les sons, pour attirer la femelle qui n'est sensible qu'au chant de son espèce. Des notes faibles, aigües et parfois à la limite de la perception. Les spécialistes sont capables de distinguer deux espèces de cigales simplement à l'oreille. Le plus délicat consiste à enregistrer et à collecter les individus en même temps. C'est la seule façon d'être sûr que le son vient bien de la cigale que l'on ramasse.
Lorsque l'on s'approche d'une cigale qui cymbalise, elle arrête généralement son chant et s'immobilise totalement : elle ne reprend ce chant que lorsque l'on s'éloigne. Si on réussit à la faire entrer dans un bocal de verre, elle reste totalement immobile, et ne se remet à bouger que lorsqu'on la repose sur une branche d'arbre.
Certaines espèces chantent jusqu'à 90 dB, le record étant attribué à la cigale épicier vert (Cyclochila australasiae) à 120 dB.
Pendant le chant, les cigales détendent leur tympan afin de ne pas l'endommager par le bruit.

## Systématique
La famille des Cicadidae a été décrite par l'entomologiste français Pierre André Latreille en 1802.

### Taxinomie

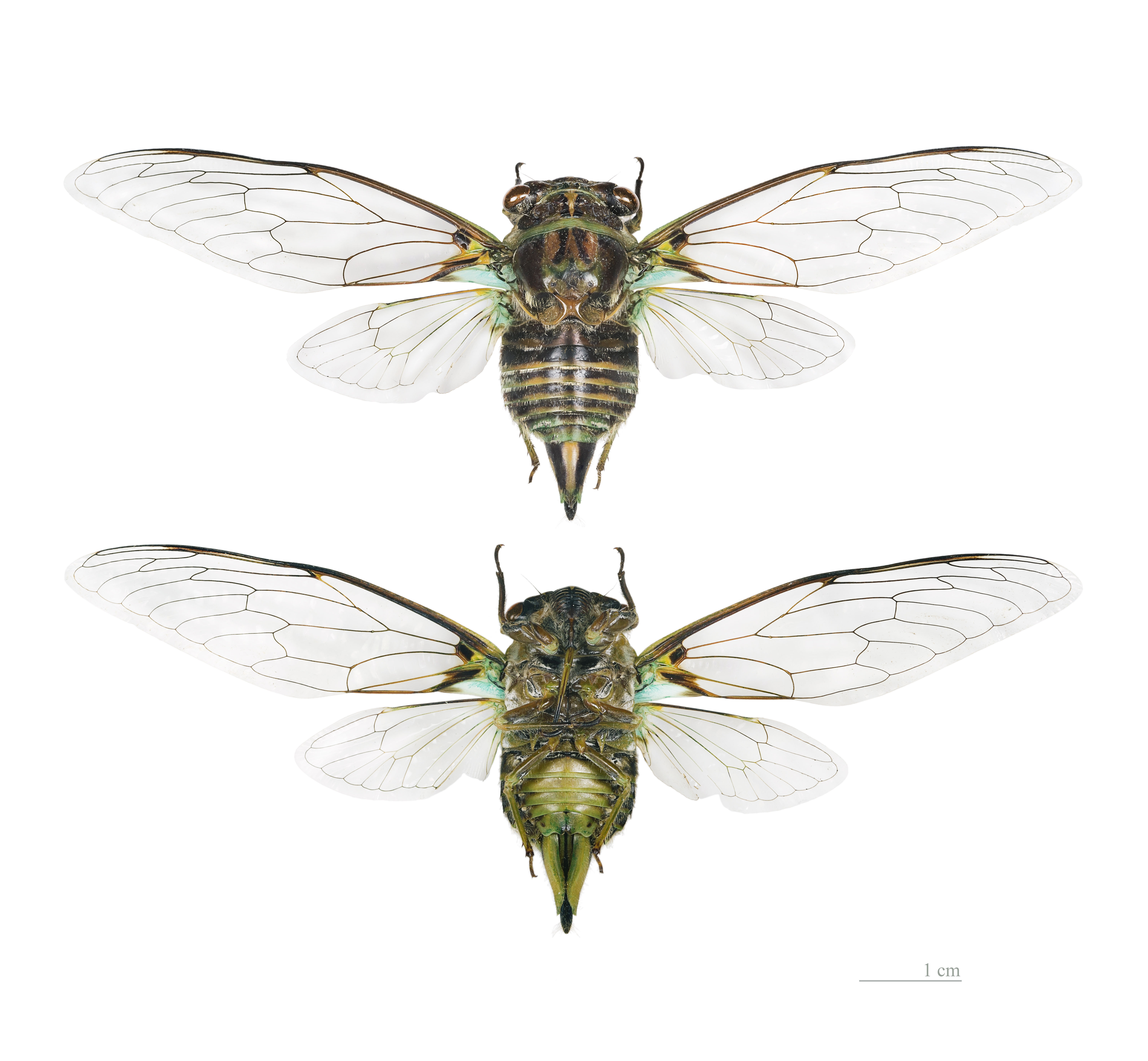
Ariasa colombiae - Muséum de Toulouse

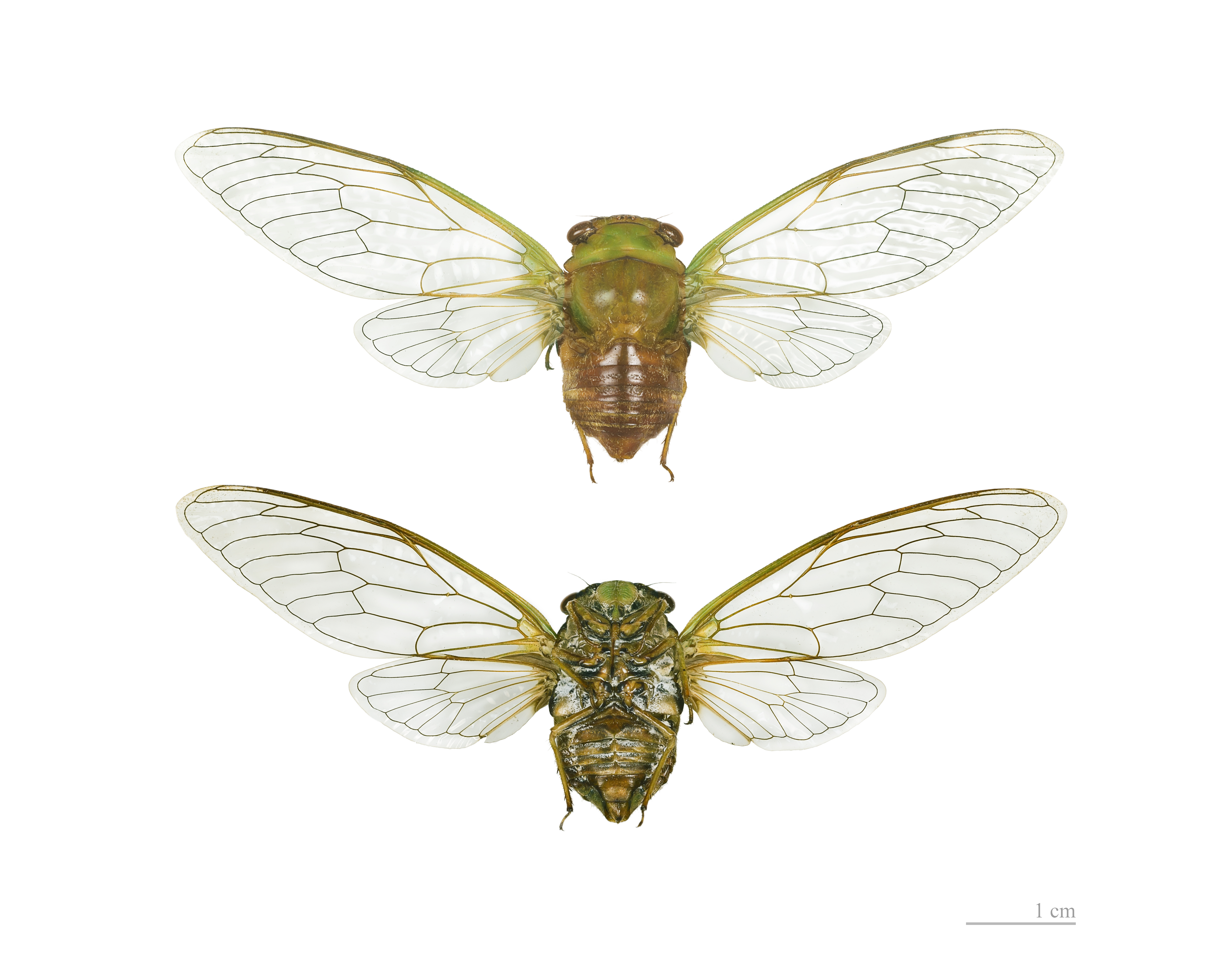
Dorisiana bicolor - Muséum de Toulouse

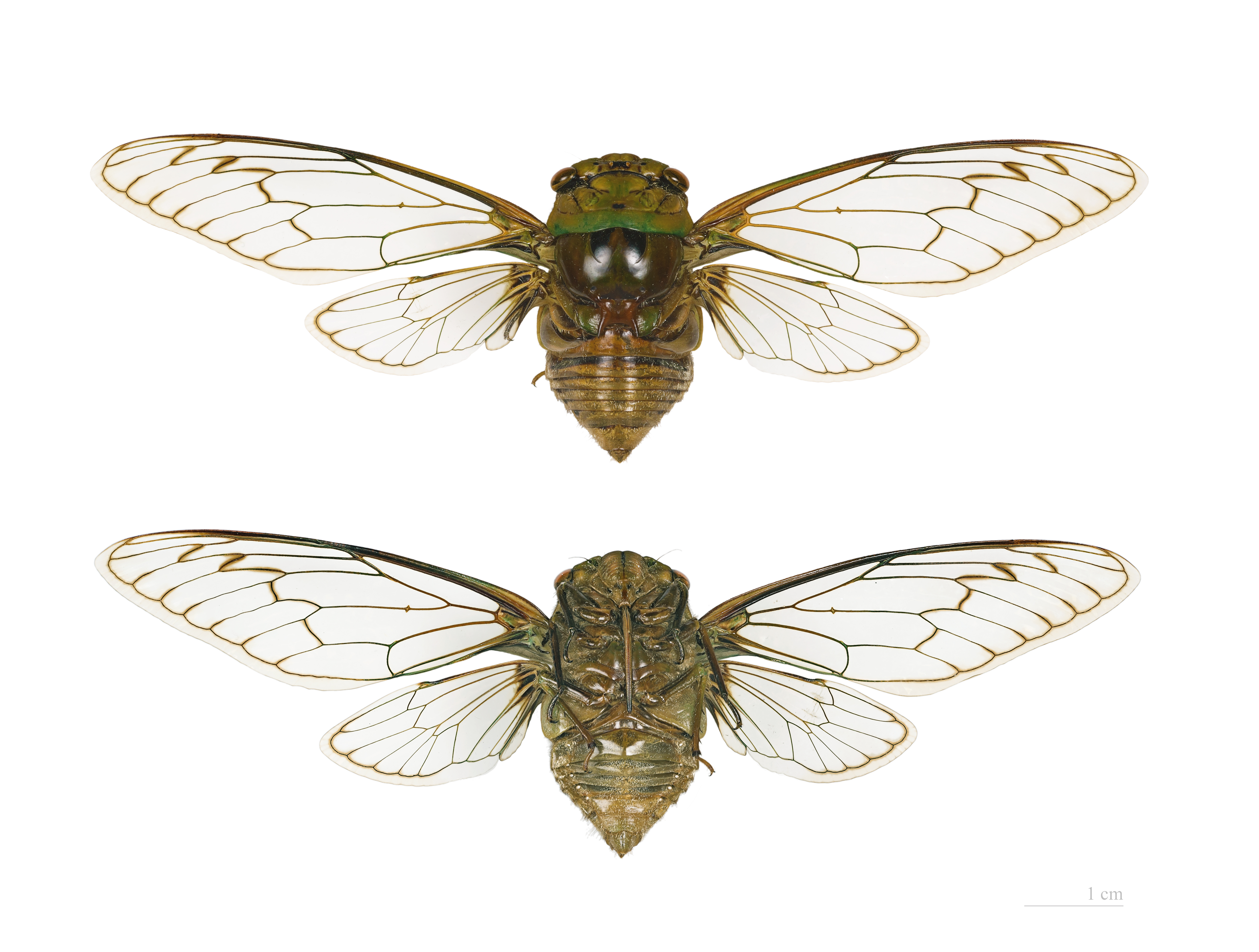
Fidicina mannifera - Muséum de Toulouse

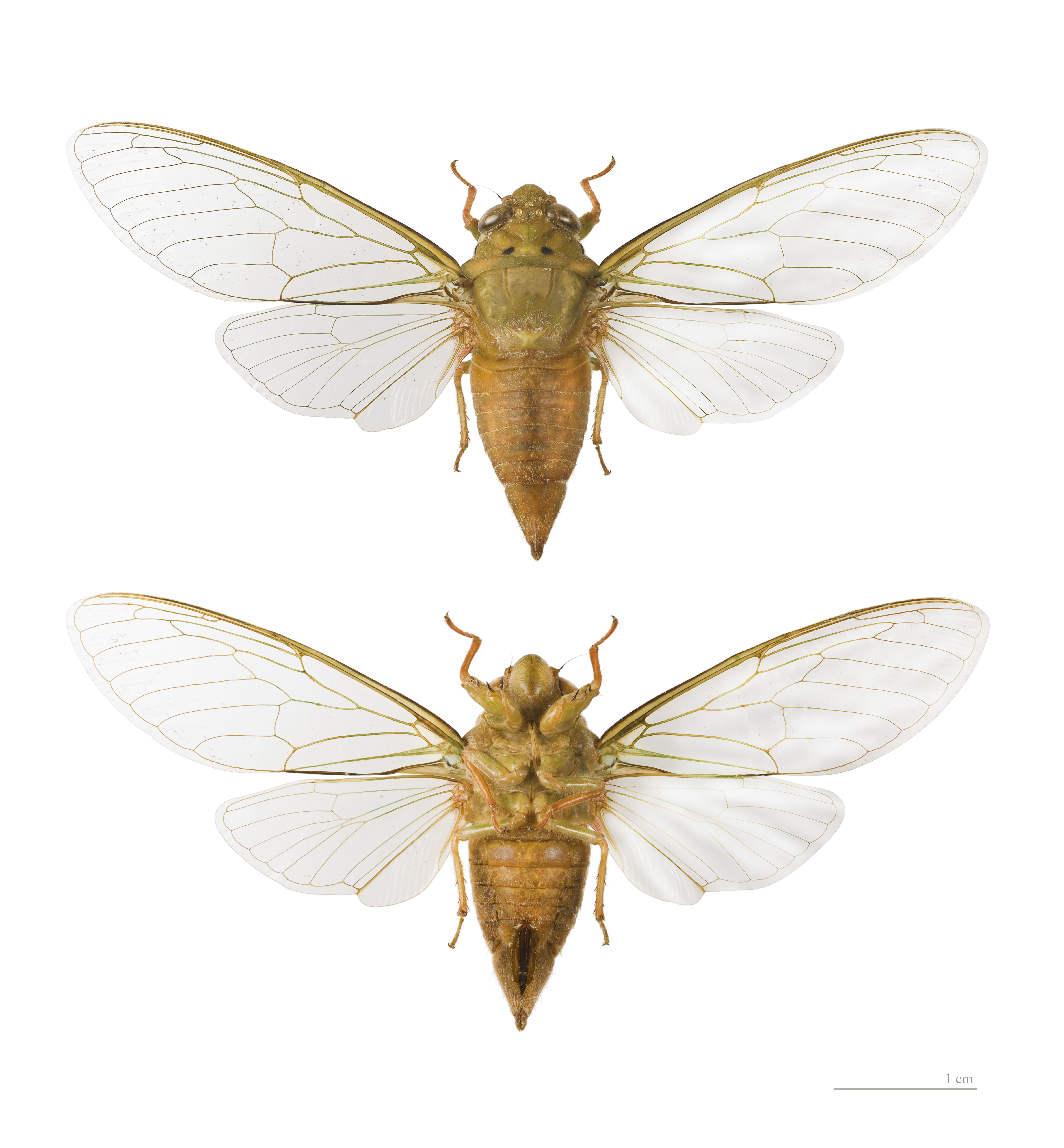
Carineta rufescens - Muséum de Toulouse

La famille des Cicadidae est composée de trois sous-familles,, Cicadettinae Buckton, 1889,,, Cicadinae Latreille, 1802,, et Tibicininae Buckton, 1889,, auxquelles il est possible d'adjoindre les genres fossiles, † Burmacicada Poinar & Kritsky, 2012, † Davispia Cooper, 1941, † Dominicicada Poinar & Kritsky, 2012 et † Fonsecacicada Martins-Neto & Mendes, 2002.
Chaque sous-famille peut être divisée en tribus dans certaines classifications.
Classification des tribus selon BioLib (8 octobre 2020) :
- sous-famille Cicadettinae Buckton, 1889
  - tribu Carinetini Distant, 1905
  - tribu Chlorocystini Distant, 1905
  - tribu Cicadettini Buckton, 1890
  - tribu Dazini Kato, 1932
  - tribu Hemidictyini Distant, 1905
  - tribu Lamotialnini Boulard, 1976
  - tribu Parnisini Distant, 1905
  - tribu Prasiini Matsumura, 1917
  - tribu Taphurini Distant, 1905
  - tribu Tettigomyiini Distant, 1905
  - tribu Ydiellini Boulard, 1973
- sous-famille Cicadinae Latreille, 1802
  - tribu Burbungini Moulds, 2005
  - tribu Cicadatrini Distant, 1905
  - tribu Cicadini Latreille, 1802
  - tribu Cicadmalleuini Boulard & Puissant, 2013
  - tribu Cryptotympanini Handlirsch, 1925
  - tribu Cyclochilini Distant, 1904
  - tribu Distantadini Orian, 1963
  - tribu Dundubiini Atkinson, 1886
  - tribu Fidicinini Distant, 1905
  - tribu Gaeanini Distant, 1905
  - tribu Hamzini Distant, 1905
  - tribu Hyantiini Distant, 1905
  - tribu Jassopsaltriini Moulds, 2005
  - tribu Lahugadini Distant, 1905
  - tribu Leptopsaltriini J.C. Moulton, 1923
  - tribu Orapini Boulard, 1985
  - tribu Plautillini Distant, 1906
  - tribu Polyneurini Amyot & Serville, 1843
  - tribu Sonatini Lee, 2010
  - tribu Tacuini Distant, 1904
  - tribu Talaingini Myers, 1929
  - tribu Talcopsaltriini Moulds, 2008
  - tribu Tamasini Moulds, 2005
  - tribu Thophini Distant, 1904
  - tribu Tosenini Amyot & Audinet-Serville, 1843
  - tribu Zammarini Distant, 1905
- sous-famille Tibicininae Distant, 1905
  - tribu Chilecicadini Sanborn, 2014
  - tribu Platypediini Kato, 1932
  - tribu Tettigadini Distant, 1905
  - tribu Tibicinini Buckton, 1889

Liste partielle de genres par sous-famille :

#### Sous-familleCicadettinae
Selon NCBI (19 mars 2018) :
- Amphipsalta
- Cicadetta
- Kikihia
- Maoricicada
- Notopsalta
- Rhodopsalta
- Tettigetta
- Tettigettalna
- Tettigettula
- Magicicada

#### Sous-familleCicadinae
Selon NCBI (17 juil. 2011) :
- Aceropyga
- Afzeliada
- Albanycada
- Ariasa
- Ayesha
- Azanicada
- Brevisiana
- Cacama
- Capcicada
- Cicada
- Cicadatra
- Dorisiana
- Dundubia
- Fidicina
- Graptopsaltria
- Haphsa
- Ioba
- Koma
- Kongota
- Leptosemia
- Macrosemia
- Megapomponia
- Meimuna
- Mogannia
- Munza
- Neocicada
- Oncotympana
- Oxypleura
- Platylomia
- Platypleura
- Pomponia
- Psalmocharias
- Psithyristria
- Pycna
- Semia
- Severiana
- Taiwanosemia
- Soudaniella
- Systophlochius
- Tanna (Distant, 1905)
- Ugada

#### Sous-familleTibicininae
Selon NCBI (18 mars 2018) :
- Arcystasia
- Chilecicada
- Chonosia
- Clidophleps
- Cystosoma
- Karenia
- Neoplatypedia
- Okanagana
- Orapa
- Platypedia
- Quintilia
- Tettigades
- Tibicina

### Europe
- Cicada
  - Cicada barbara (Stål 1866)
  - Cicada cretensis Quartau & Simões 2005
  - Cicada mordoganensis Boulard 1979
  - Cicada orni Linnaeus 1758 - la cigale grise de l'Orne.
- Cicadatra
  - Cicadatra alhageos (Kolenati 1857)
  - Cicadatra atra (Olivier 1790) - la cigale noire
  - Cicadatra hyalina (Fabricius 1798)
  - Cicadatra hyalinata (Brullé 1832)
  - Cicadatra persica Kirkaldy 1909
  - Cicadatra querula (Pallas 1773)
- Lyristes
  - Lyristes plebejus (Scopoli 1763) - la cigale plébéienne ou grande cigale commune.
- Tettigettalna
  - Tettigettalna argentata - la cicadette argentée
- Tettigettula
  - Tettigettula pygmea - la cigale pygmée, noire et jaune.

## Cicadinae
- Psaltoda (Stål)

## La cigale et l'être humain
En France, on l'associe couramment au folklore de Provence et des pays méditerranéens (quelques espèces remontent pourtant jusqu'au nord de la Loire, en Alsace, au Bassin parisien et en Normandie). L'image de la cigale a été popularisée par le céramiste Louis Sicard à travers ses productions amplement reprises depuis.
Insecte estival par excellence (au moins dans les pays tempérés), la cigale a évoqué l'insouciance depuis l'Antiquité, et le fabuliste Esope en a fait l'héroïne d'une de ses fables, La Cigale et les Fourmis.
Jean de La Fontaine reprit cette fable dans son recueil deux millénaires plus tard : La Cigale et la Fourmi est tellement connue et étudiée qu'elle est devenue un symbole de ce genre littéraire.
En 1981, cette fable a été parodiée par le duo comique Pit et Rik.
En 1973, cette fable a également été utilisée par Raymond Queneau dans Littérature potentielle, appliquant la méthode S+7 (de  l'Ouvroir de littérature potentielle, Oulipo) pour obtenir La cimaise et la fraction.

Selon un ancien mythe grec : 

« On dit qu'avant la naissance des Muses les cigales étaient des hommes. Quand les Muses naquirent et que le chant avec elles parut, il y eut des hommes qui furent alors tellement transportés de plaisir qu'ils oublièrent en chantant le boire et le manger, et moururent sans s'en apercevoir. De ces hommes les cigales naquirent. Elles reçurent des Muses le privilège de n'avoir besoin d'aucune nourriture, de chanter dès leur naissance et jusqu'à l'heure de leur mort sans boire ni manger puis, une fois mortes, d'aller auprès des Muses leur annoncer par qui chacune d'elles ici-bas est honorée »

— Phèdre, Platon

## Magicicadadans les Appalaches
Dans 13 États de l'est des États-Unis, dont le Tennessee et la Virginie, les cigales Magicicada septendecim, Magicicada cassini et Magicicada septendecula ont des cycles de 13 ou 17 ans de reproduction. À partir de la mi-mai, dès que la température atteint environ 17 °C, les larves sortent, généralement le soir, à la faveur d'une petite pluie qui ramollit la terre. Les femelles pondent environ 800 œufs chacune, dans de petites fentes qu'elles creusent dans l'écorce des branches à l'aide de l'ovipositeur situé à l'extrémité de leur abdomen, seul dégât causé par la cigale dont les œufs éclosent au bout d'environ quatre semaines. Les larves se laissent alors tomber sur le sol qu'elles creusent de leurs pattes avant fouisseuses. Un mécanisme original de gouttières abdominales leur permet même d'utiliser leur urine pour ramollir la terre.

## En Chine: symbolique
On place dans la bouche des morts une cigale en jade, symbole de vie éternelle et de résurrection dans l'au-delà.

## Galerie de photographies

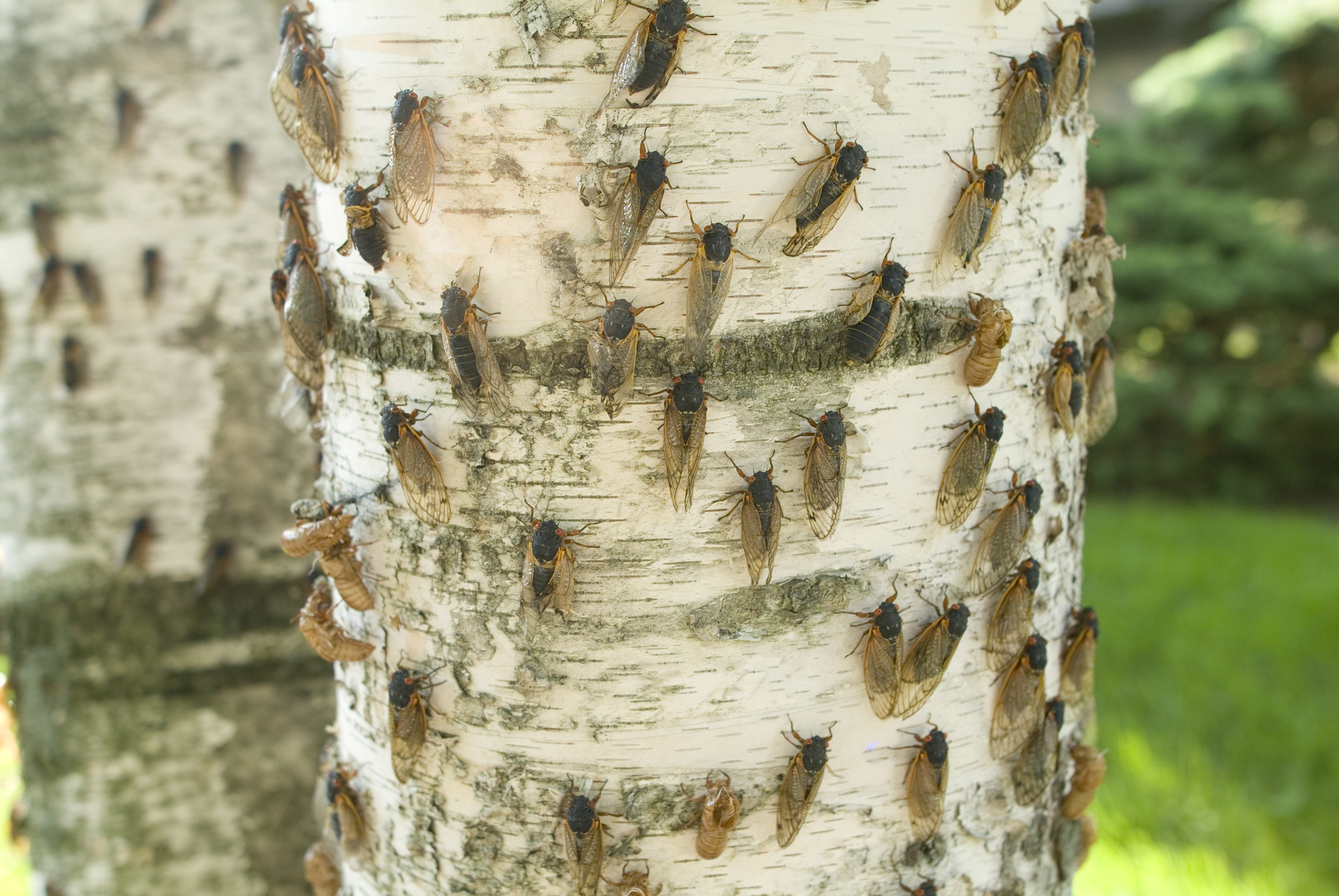
Émergence, Canada (7 juin 2007)
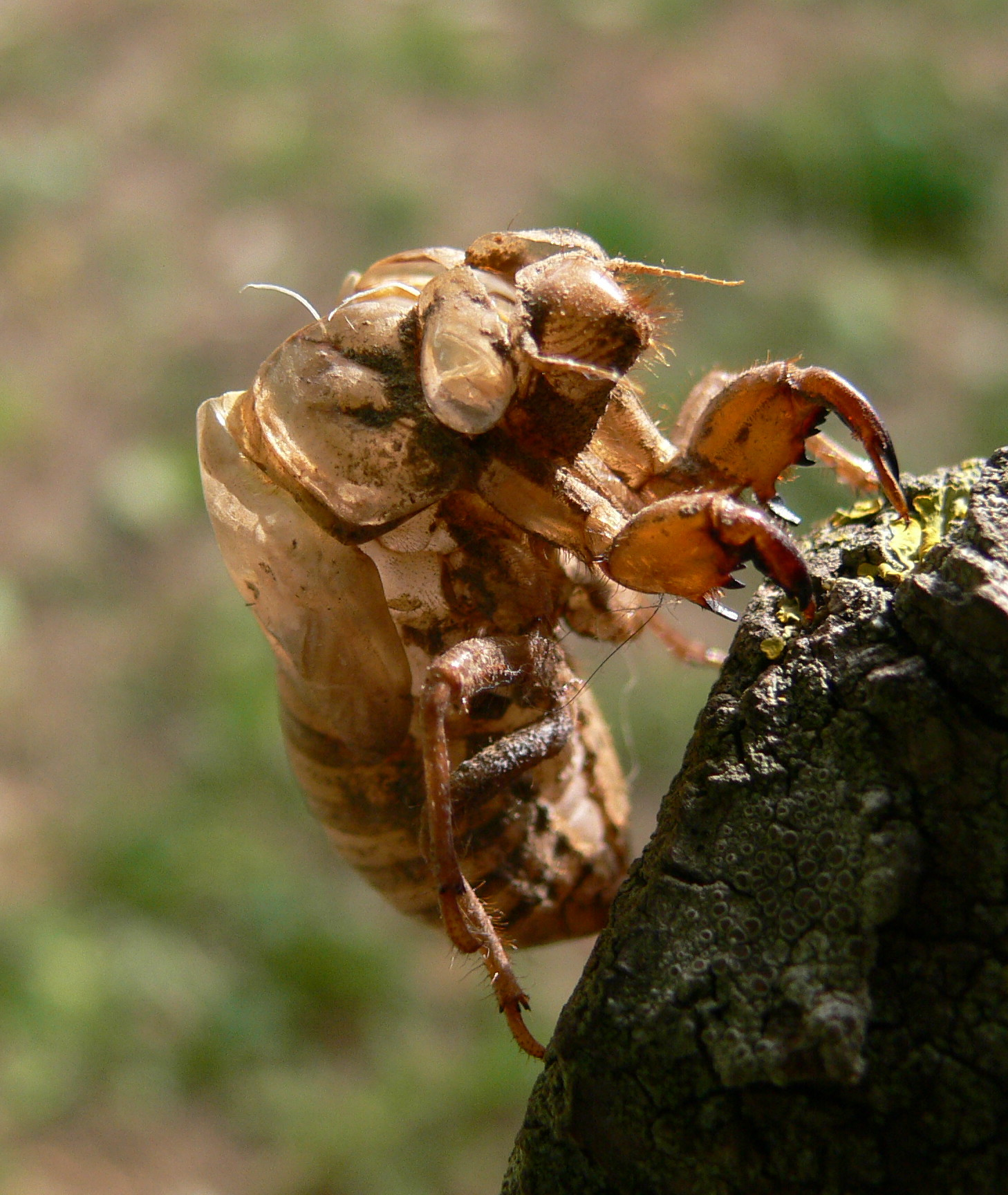
Exuvie de Lyristes plebejus (Scopoli 1763), Var (France)
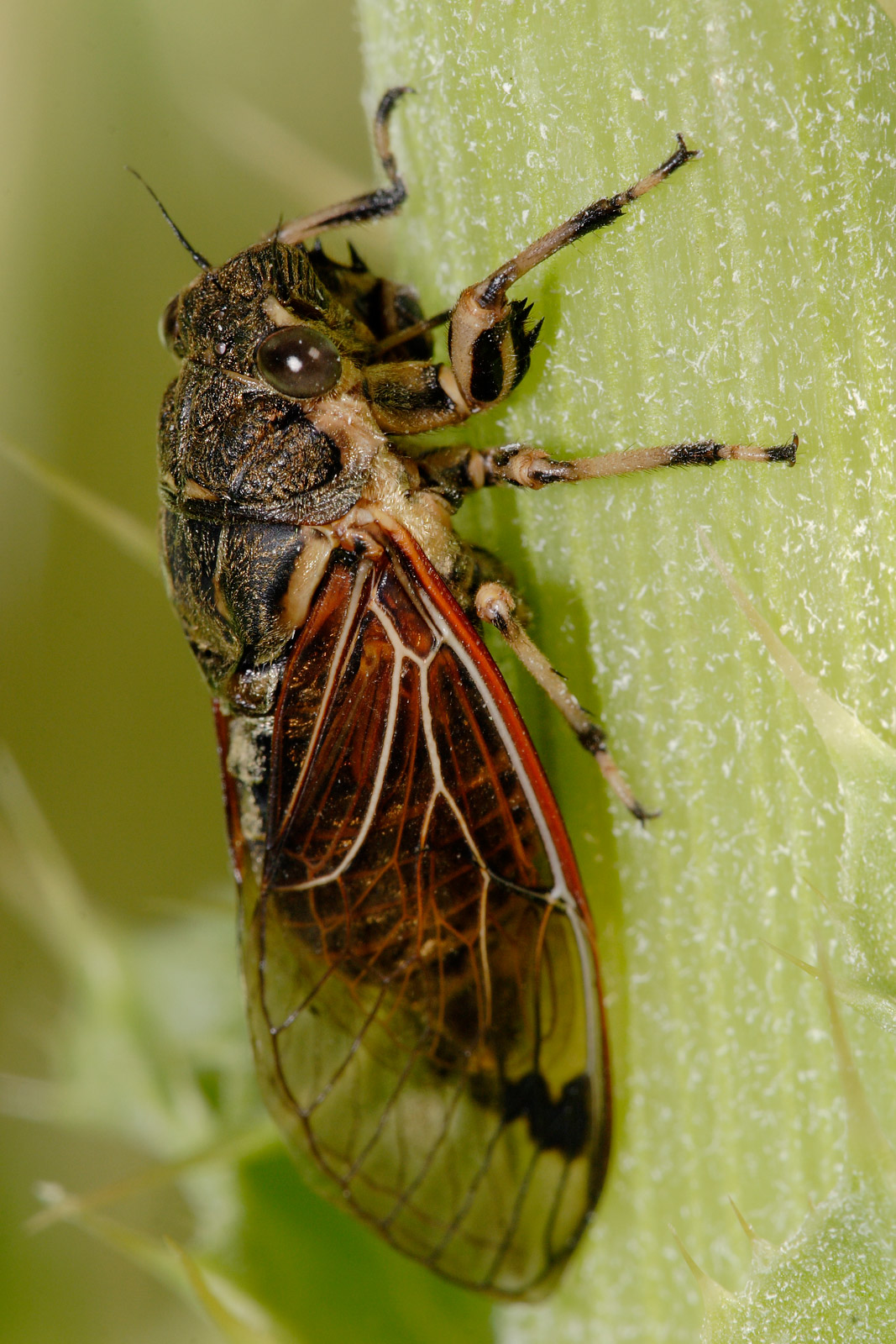
Diemeniana frenchi, espèce australienne.
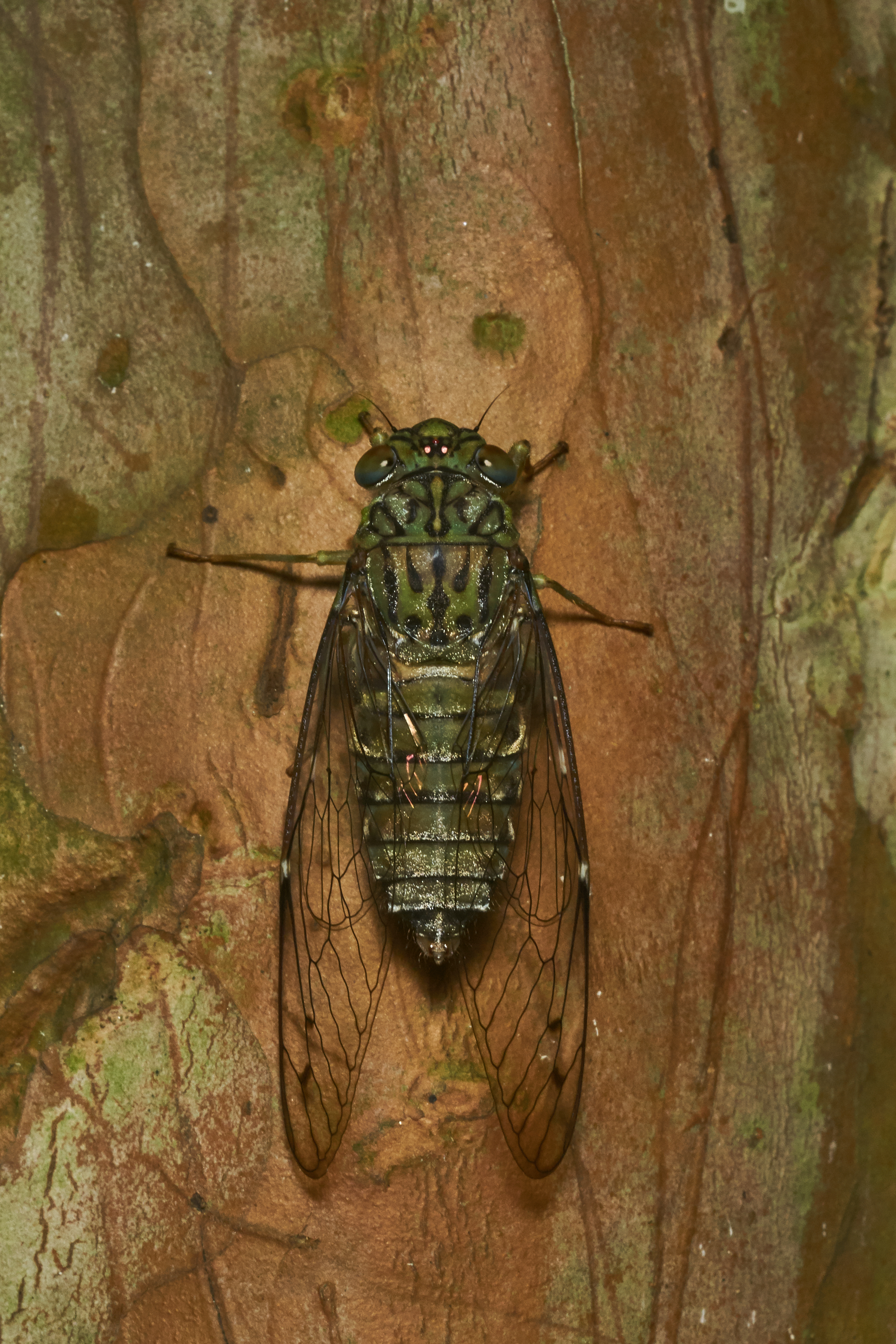
Purana tigrina, espèce d'Asie du sud-est.
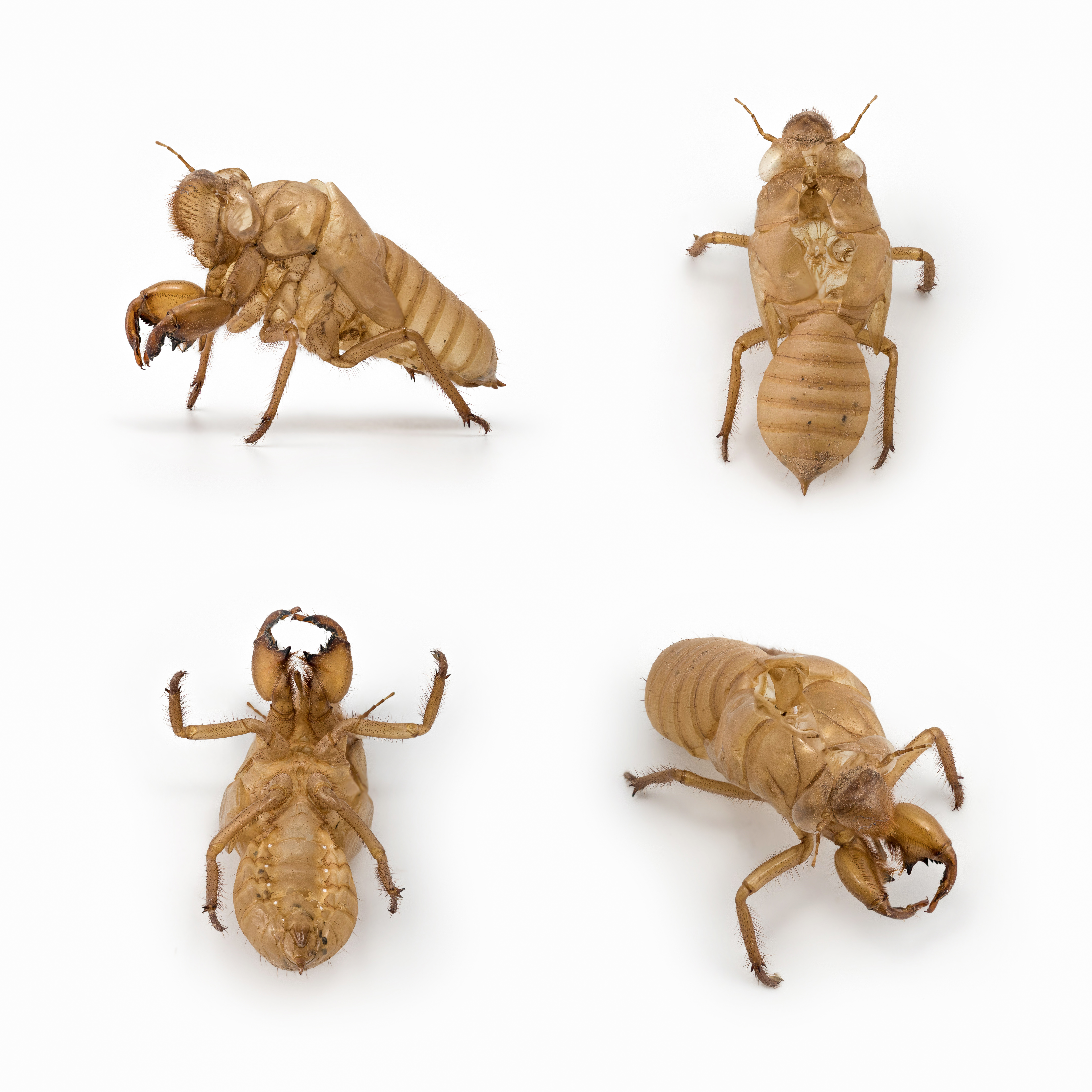
Exuvie de cigale du Laos. Vue de côté, vue du dessus, vue ventrale, et vue de trois-quarts.